# Ambalahonko
Ambalahonko est une commune (Kaominina), du nord de Madagascar, dans la province de Diego-Suarez.

## Administration
Ambalahonko est une commune du district d'Ambanja, située dans la région de Diana, dans la province de Diego-Suarez.

## Économie
La population est majoritairement rurale. On trouve sur le territoire communal des exploitations d'orange et de café, ainsi que de cacao et de vanille.

## Démographie
La population est estimée à 6 000 habitants, en 2001.